# Нойзальца-Шпремберг
Нойзальца-Шпремберг (нем. Neusalza-Spremberg) — город в Германии, в земле Саксония. Подчинён административному округу Дрезден. Входит в состав района Гёрлиц. Подчиняется управлению Нойзальца-Шпремберг. Население составляет 3624 человека (на 31 декабря 2010 года). Занимает площадь 22,88 км². Официальный код — 14 2 86 270.
Город подразделяется на 4 городских района.
Мэром на 2011 год является Матиас Леманн (Matthias Lehmann).